# Gmina Sula
Gmina Sula (norw. Sula kommune) – norweska gmina leżąca w regionie Møre og Romsdal. Jej siedzibą jest miasto Langevåg.
Sula jest 418. norweską gminą pod względem powierzchni.

## Demografia
Według danych z roku 2005 gminę zamieszkuje 7453 osób. Gęstość zaludnienia wynosi 126,69 os./km². Pod względem zaludnienia Sula zajmuje 132. miejsce wśród norweskich gmin.
| ludność stan na 1 stycznia 2005 |         |           |       |
|                                 | kobiety | mężczyźni | razem |
| osób                            | 3751    | 3702      | 7453  |
| %                               | 50,33%  | 49,67%    | 100%  |

| wykształcenie stan na 1 października 2004 |        |         |        |        |
|                                           | podst. | średnie | wyższe | niezn. |
| osób                                      | 1261   | 3345    | 986    | 120    |
| %                                         | 22,08% | 58,56%  | 17,26% | 2,1%   |

## Edukacja
Według danych z 1 października 2004:
- liczba szkół podstawowych (norw. grunnskolar): 6
- liczba uczniów szkół podst.: 1103

## Władze gminy
Według danych na rok 2011 administratorem gminy (norw. rådmann) jest Edvard Devold, natomiast burmistrzem (norw. ordfører, d. borgermester) jest Ronny Harald Blomvik.